# Campylocentrum microphyllum
Campylocentrum microphyllum é uma espécie de orquídea, família Orchidaceae, que habita o México e a Guatemala. É uma pequena planta epífita, monopodial, com folhas comparativamente largas, inflorescência racemosa com flores minúsculas, brancas, e nectário na parte de trás do labelo. Pertence ao grupo de espécies que apresenta inflorescência tão longa quanto as folhas, ou mais longa.

## Publicação e histórico
- Campylocentrum microphyllum Ames & Correll, Bot. Mus. Leafl. 10: 88 (1942).

Trata-se de planta descrita com base em uma coleta de J. A. Steyermark na Guatemala, cujo hotótipo está depositado no Field Museum of Natural History, Chicago. Em sua descrição, Ames compara esta planta com o Campylocentrum brenesii, cuja descrição evitamos repetir aqui, e com o C. longicalcaratum, e informa que do primeiro pode ser diferenciado por ter folhas mais longas, inflorescência mais delicada, nectário mais longo e labelo simples, e do segundo pelas folhas mais longas, nectário mais curto e labelo simples. Bogarin e Pupulin informam que o C. brenessi e o C. longicalcaratum são sinônimos, de modo que, simplificando a comparação feita por Ames, temos que o C. microphyllum diferencia-se do C. Brenesii é diferente apenas por apresentar folhas mais longas (4,5 cm) e pelo labelo simples, que no C. brenesii é trilobulado. Outra espécie de morfologia semelhante, recém descrita, é o Campylocentrum palominoi mas dele se diferencia pois o C. microphyllum apresenta calos pubescentes no labelo, labelo simples e nectário cilíndrico.